# Болгарская, Гульсум Мусеевна
Гульсум Мусеевна Болгарская (Азимова-Кульмамет-Мустафина) (15 октября 1891, Казань — 10 января 1968, там же), (тат. Өммегөлсем Муса кызы Әҗимова-Колмәмәт-Мостафина) — татарская актриса, Народная артистка Татарской АССР (1923), Заслуженная артистка РСФСР (1925).

## Биография
- Родилась в Казани 15 октября 1891 года.
  - Отец - Муса Мостафин.
  - Сестры: Зәйнәп, Оркыя, Нәфисә.
  - Первый муж - Барый Болгарский (1884-1927, Габделбарый Фәтхулла улы Фәйзуллин), драматический актёр.
  - Второй муж - Хәмит Колмәмәт (1895-1942, Габделхәмит Мөхәммәт улы Әҗимов), драматический актёр.
- С 1910 года начала работать в труппе «САЙАР (Странствующий)». Вступив в труппу, она начинает играть очень много — иногда в одном спектакле выходила на сцену в нескольких ролях.

Исключительно большую роль в формировании творческой индивидуальности и росте актёрского мастерства сыграли революционно-демократические и просветительские идеи, ярко воплощённые в татарской литературе Габдуллой Тукаем, Галиаскаром Камалом, Фатыхом Амирханом, Гафуром Кулахметовым и Шарифом Камалом. Вступив в труппу «САЙАР (Странствующий)», она самоотверженно несла все тяготы и трудности дореволюционного татарского театра. 

«С наступлением весны мы, голодающие артисты, разместившись на бочках в четвёртом классе парохода, отправлялись на гастроли в поволжские города. Приехав в какой-нибудь город, мы обыкновенно искали самые дешёвые номера и всей труппой занимали одну маленькую комнату. В те времена получить разрешение на постановку спектаклей было чрезвычайно трудно. Поэтому приходилось прибегать к самым различным уловкам и хитростям. Частенько из-за плохих сборов оказывались в затруднительном положении. Куда бы мы ни ехали, всюду нас ожидало безнадежье и голод».— воспоминания Гульсум Болгарской
Её творчество сформировалось до Октябрьской революции. С первых дней Советской власти актриса стала работать в драматической труппе, созданной Центральной Мусульманской военной коллегией при Народном комиссариате по военным делам РСФСР. В годы Гражданской войны 1917-22 годов она выступала в военных клубах перед красноармейцами, рабочими. Затем она становится актрисой Первой татарской советской драматической труппы.
- В 1917 году в журнале «АНГ (Мысль)» видный театральный критик Габдрахман Карам писал, что «татарский театр в своей бытности по-настоящему воспитал двух актрис. Одна из них — Сахибжамал Гиззатуллина-Волжская, вторая — это Гульсум Болгарская. И если в будущем напишут историю театра, то на самом почетном месте, на первом месте, несомненно, поставят имя Болгарской».
- С 1922 по 1968 годы — артистка Татарского государственного академического театра имени Галиаскара Камала.
- С 1946 года - член КПСС.
- В последние годы жизни актриса играла в основном разноплановых старух в спектаклях, поставленных по национальной драматургии.
- Неоднократно избиралась депутатом районного Совета, была постоянным членом художественного совета Академического театра.
- В 1934—1966 годах проживала в доме на улице Кави Наджми, 10.
- В ночь с 9 на 10 января 1968 года в 3 часа 15 минут на улице Большая Красная в доме 14 сердце актрисы остановилось.

Похоронена на Татарском кладбище в Ново-Татарской слободе Казани рядом с Зайни Султановым, Бари Болгарским, Габдуллой Тукаем и другими выдающимися деятелями татарской национальной культуры.

## Роли
- В пьесах Галиаскара Камала:
  - Хамида — «БҮЛӘК ӨЧЕН (Ради подарка)»
  - служанка, Гайша, Гайна, позже Җәмилә (Джамиля) - «БӘХЕТСЕЗ ЕГЕТ (Несчастный юноша)»
  - Сарбижамал — «РАЗВРАТ»
  - Гафифа — «БЕРЕНЧЕ ТЕАТР (Первый театр)»
  - Гюльжиган — «БАНКРОТ»
- В пьесах Карима Тинчурина:
  - Одна из жен Ишана «ЗӘҢГӘР ШӘЛ (Голубая шаль)»
  - Мәхмүдә (Махмуда) «АЛАР ӨЧӘҮ ИДЕ (Их было трое)»
  - Зөһрәбикә (Зухра бика) «БЕРЕНЧЕ ЧӘЧӘКЛӘР (Первые цветы)»
  - Бикә «ИЛ (Страна)»
- Шафика — «ЖАЛКОЕ ДИТЯ» Намика Кемаля
- Магисылу - «ГОЛОД ЗАСТАВИЛ» Яруллы Валеева
- Салима — «ТИГЕЗСЕЗЛӘР (Неравные)» Фатиха Амирхана
- Луиза — «МӘКЕР ҺӘМ МӘХӘББӘТ (Коварство и любовь)» Фридриха Шиллера (перевод Фатиха Амирхана)
- Раневская — «ВИШНЕВЫЙ САД» Антона Павловича Чехова
- Татьяна - «МЕЩАНЕ» Алексея Максимовича Горького
- Зулейха — «Молодая жизнь» Гафура Кулахметова
- в пьесах Александра Николаевича Островского:
  - Катерина, позже Марфа Игнатовна Кабанова (Кабаниха) — «ЯШЕНЛЕ ЯҢГЫР (Грозе)»
  - Полина — «ДОХОДНОЕ МЕСТО»
  - Кручинина — «БЕЗ ВИНЫ ВИНОВАТЫЙ»
  - Няня Арина - «ЯРЛЫЛЫК ГАЕП ТҮГЕЛ (Бедность не порок)»
- Гертруда - «ГАМЛЕТЕ» Вильяма Шекспира

```
Гюльжамал — «
НАДИРШАҺ (Надир-шах)
» 
Наримана Нариманова
```

## Награды и звания
- Народная артистка Татарской АССР (1923)
- Заслуженная артистка РСФСР (1926)

«Наркомпрос по соглашению с ЦК Всерабисом в ознаменование долголетней работы на сцене Татарского театра Гульсум Болгарской присваивает ей звание Заслуженной артистки Советских театров».
— распоряжение Луначарского А.В.
- Орден «Знак Почёта» (1940)[1]
- Орден Трудового Красного Знамени (1957)

## Память
- Могила Гульсум Мусеевны Болгарской на татарском кладбище в Казани.
- В Театральном музее имени Алексея Александровича Бахрушина хранятся фотопортреты Гульсум Болгарской, снятые в ролях.

## Интересные факты
Стать актрисой ей помогла счастливая случайность. Однажды, придя со своей подругой Зайнаб (сестрой одной из актрис Фахрии Кудашевой-Арской) смотреть спектакль труппы «Сайяр», её пригласили за кулисы, попросили «выручить их из беды» — выйти на сцену и произнести одну лишь фразу. Естественно, Гульсум испугалась, отговаривалась. Но её уговорили. После окончания спектакля руководитель труппы Габдулла Кариев горячо поздравил её и предложил ей стать актрисой.